# Listrocerum psathyroides
Listrocerum psathyroides är en skalbaggsart som först beskrevs av Pierre Lepesme 1950.  Listrocerum psathyroides ingår i släktet Listrocerum och familjen långhorningar. Inga underarter finns listade i Catalogue of Life.